# Érable palmé
Acer palmatum
Espèce
Classification APG III (2009)
Statut de conservation UICN

 LC  : Préoccupation mineure
L’Érable palmé (Acer palmatum), ou Érable japonais lisse, est une espèce indigène en Chine, en Corée, au Japon et à Taiwan. Il appartient à la famille des Sapindaceae et à la section Palmata de la classification des érables. 
Cette espèce d’arbre est souvent plantée dans les jardins pour ses formes et ses couleurs variées. Son nom vernaculaire érable japonais lisse, provient de la forme caractéristique fortement découpée de ses feuilles et de l'origine géographique de sa classification par le naturaliste suédois, Carl Peter Thunberg lors d'un voyage au Japon.

## Description générale

### Appareil végétatif
Le port général de l’érable palmé est arborescent. Sa taille varie entre 5 et 12 mètres avec une moyenne de 7 mètres. C’est un arbre glabre, ce qui veut dire qu’il ne possède pas de poils. L’écorce est lisse de couleur vert gris ou brun clair. Ses feuilles simples sont opposées et possèdent un pétiole de 2 à 6 centimètres. Elles mesurent de 5 à 10 centimètres formant une palme composée de 5 à 7 lobes. Ces lobes présentent un sommet offrant une pointe allongée et très aiguë, la marge des feuilles est nettement dentée ou doublement dentée. Les bourgeons hivernants sont de petits cônes rouges avec 5 paires d’écailles. Le bourgeon terminal est généralement absent,.

### Appareil reproducteur

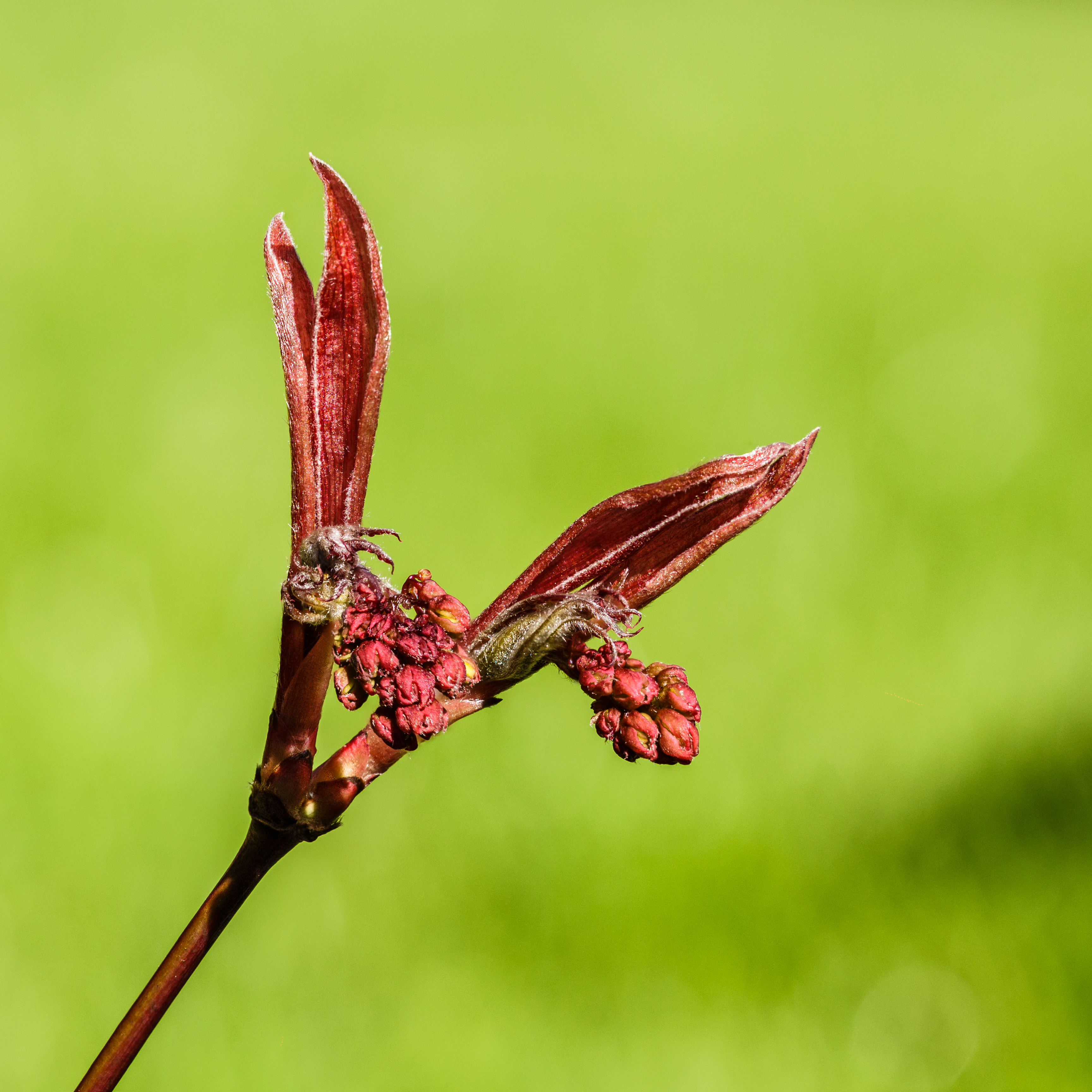
Fleur d'érable palmé.

L’érable palmé possède une inflorescence de type corymbe qui fait 3 à 4 centimètres et qui est composée de 10 à 20 fleurs. Celles-ci apparaissent en même temps que les feuilles. Les fleurs sont composées de 5 sépales rouge-pourpre et de 5 pétales allant du jaune pâle au blanc rosâtre. Ceux-ci sont plus petits que les sépales qui mesurent en moyenne 3 mm. La plante possède des fleurs mâles et des fleurs femelles, elle est donc monoïque.
- La fleur mâle possède 8 étamines, d’environ 3,5 mm de long, insérées dans le réceptacle.
- La fleur femelle possède un seul carpelle

Les fruits de l’Acer palmatum sont des disamares, car ils possèdent 2 excroissances en forme d’ailes. Ces ailes forment un angle obtus et sont quasiment alignées. Le fruit est une akène qui fait approximativement 1,5 cm en comptant l’aile. Il s’agit d’un fruit sec; n’étant pas charnu, il n'est pas appétant pour les animaux. 
La pollinisation et la dissémination se font par le vent, on parle dès lors de pollinisation anémophile et de dissémination anémochore.

### Sous-espèces
Les sous-espèces peuvent être différenciées en fonction de la forme de leurs feuilles.
- Acer palmatum subsp. palmatum
- Acer palmatum subsp. amoenum, reconnaissable à ses lobes arrondis.
- Acer palmatum subsp. matsumurae, reconnaissable à la profondeur de ses lobes effilés.

Une nomenclature plus récente classe Acer palmatum comme une espèce unique, sans sous-espèces, et crée une espèce distincte,  Acer amoenum, qui inclut la sous-espèce matsumurae : Classification des érables 

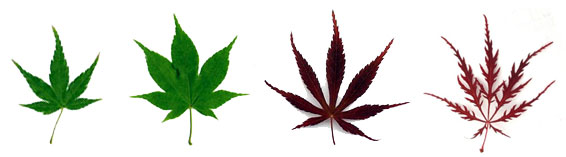
Les 3 sous-espèces d'érable palmé : de gauche à droite, Acer palmatum standard, amoenum et matsumurae. Le dernier Dissectum est plus une désignation qu'une sous-espèce. Il existe des cultivars à feuilles rouges ou vertes dans toutes les sous-espèces.

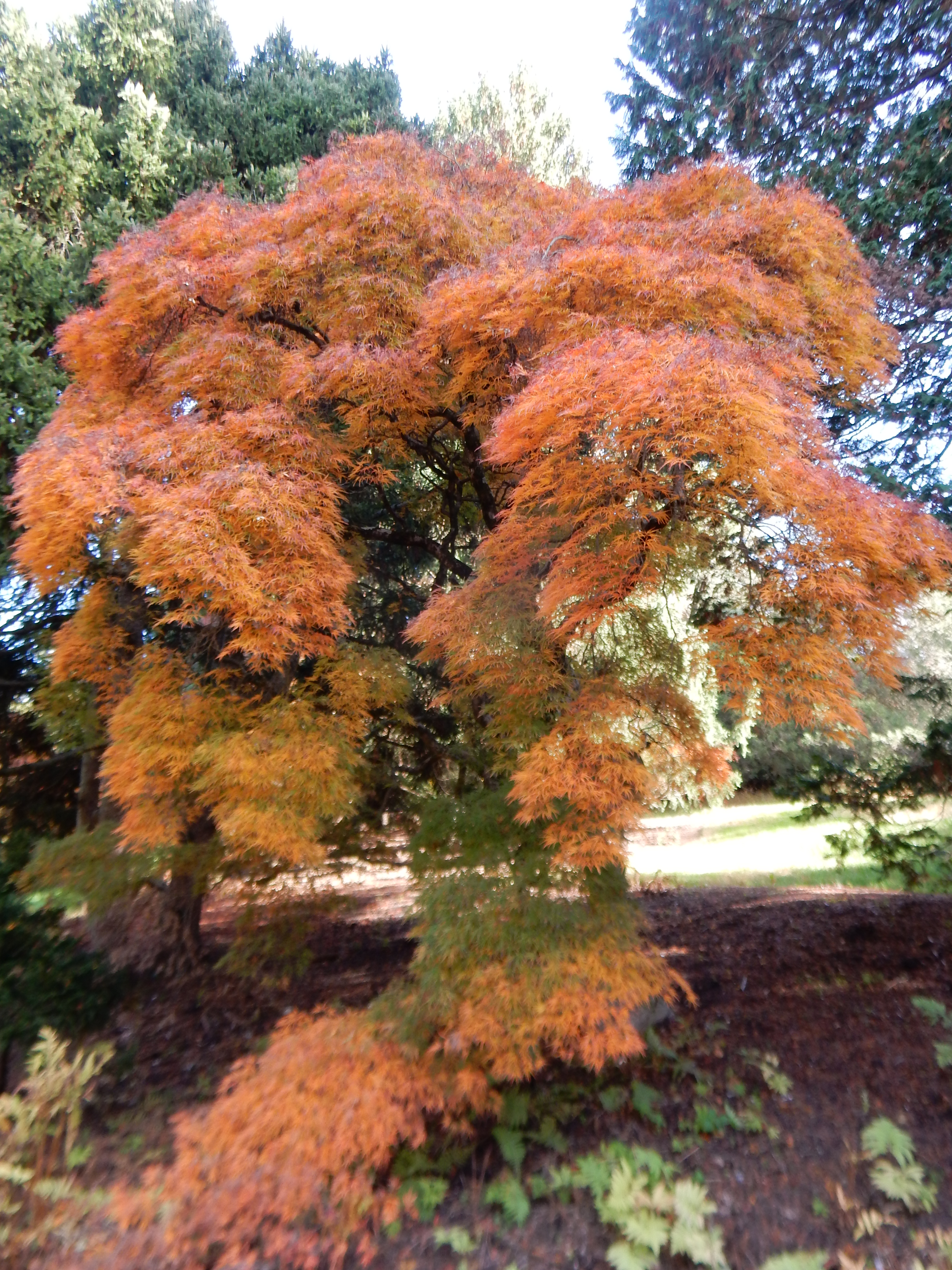
Acer palmatum 'Dissectum'
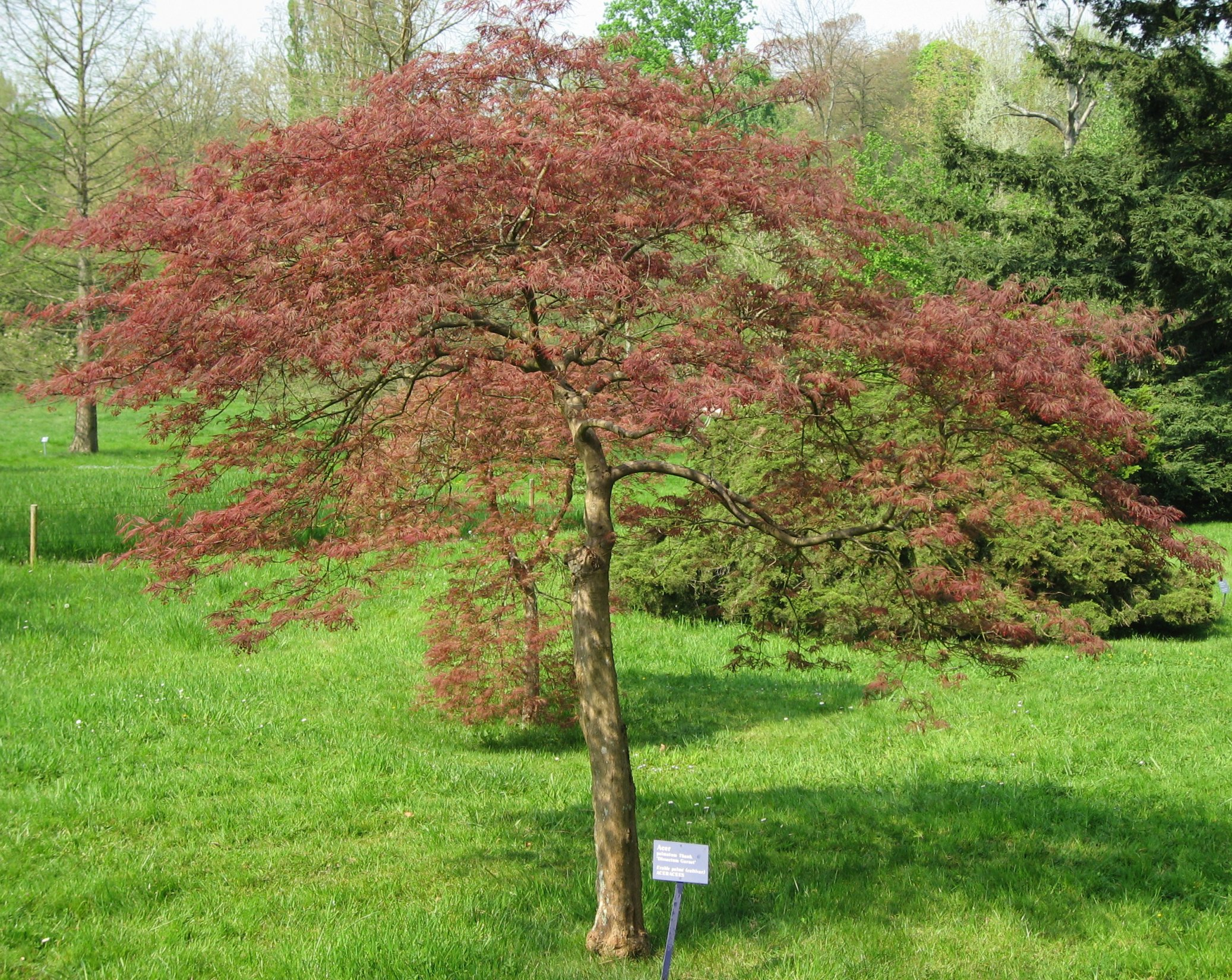
Acer palmatum 'Dissectum Garnet'
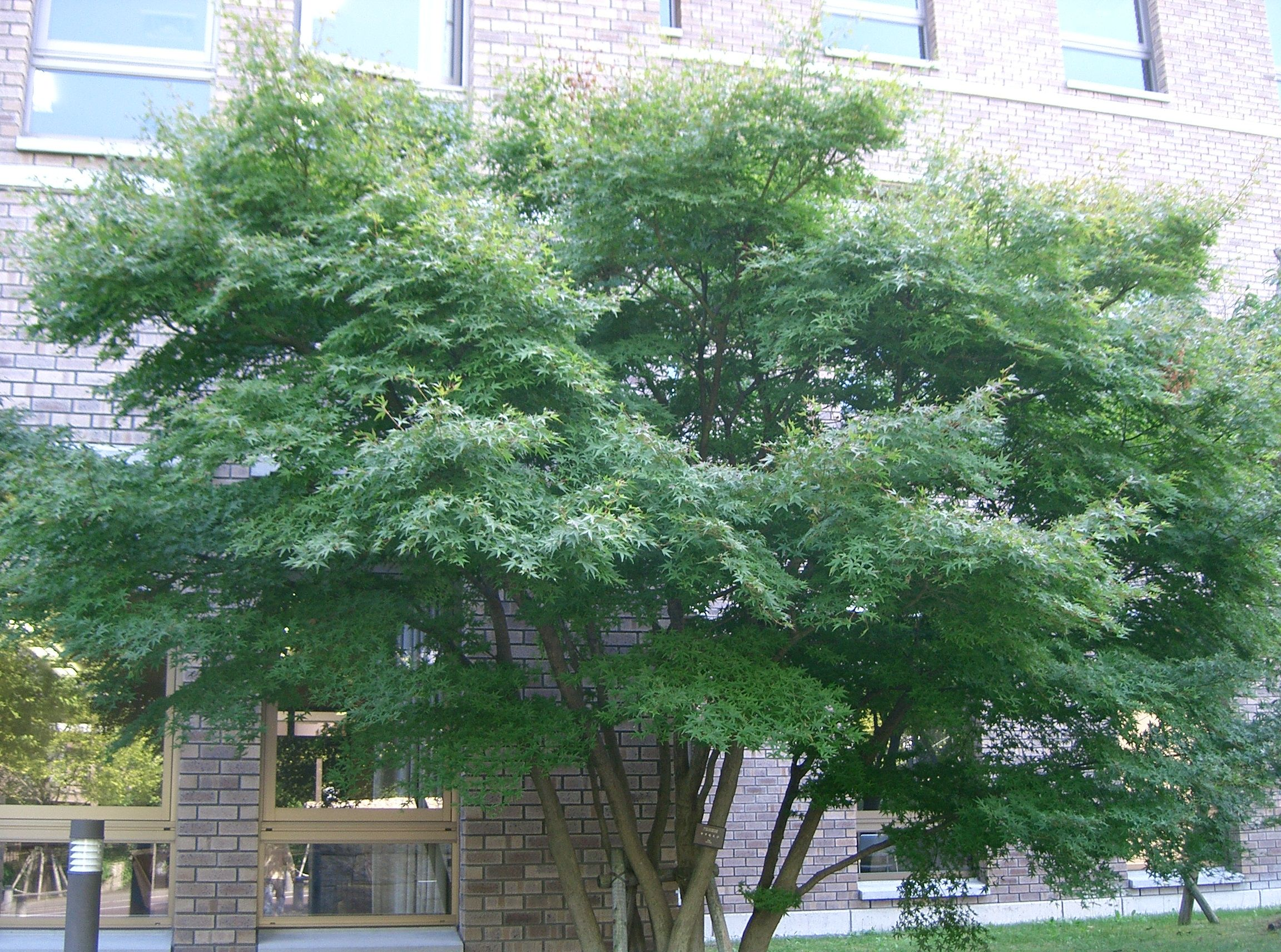
Acer palmatum var. matsumurae
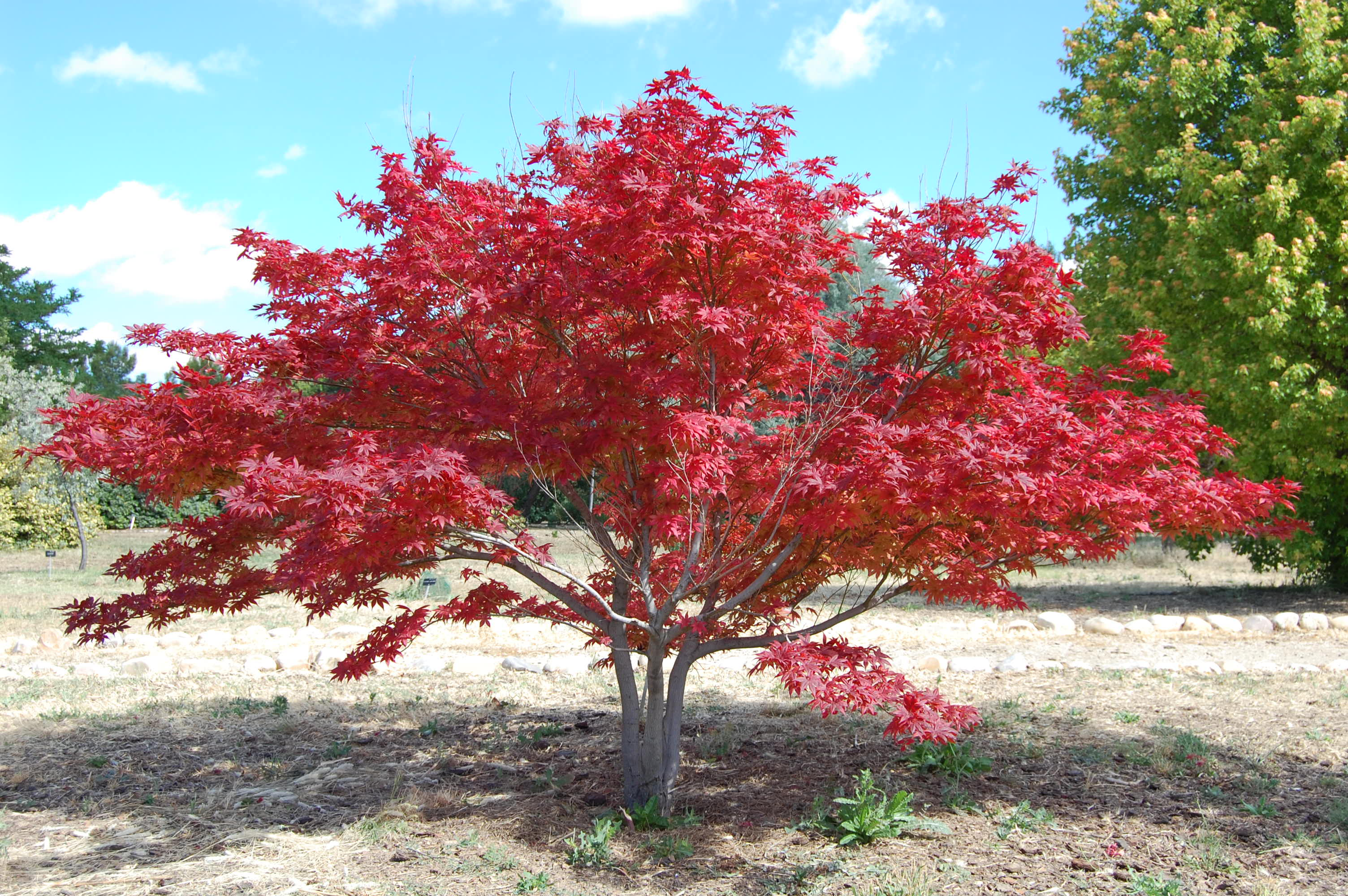
Alcalá de Henares, Espagne.
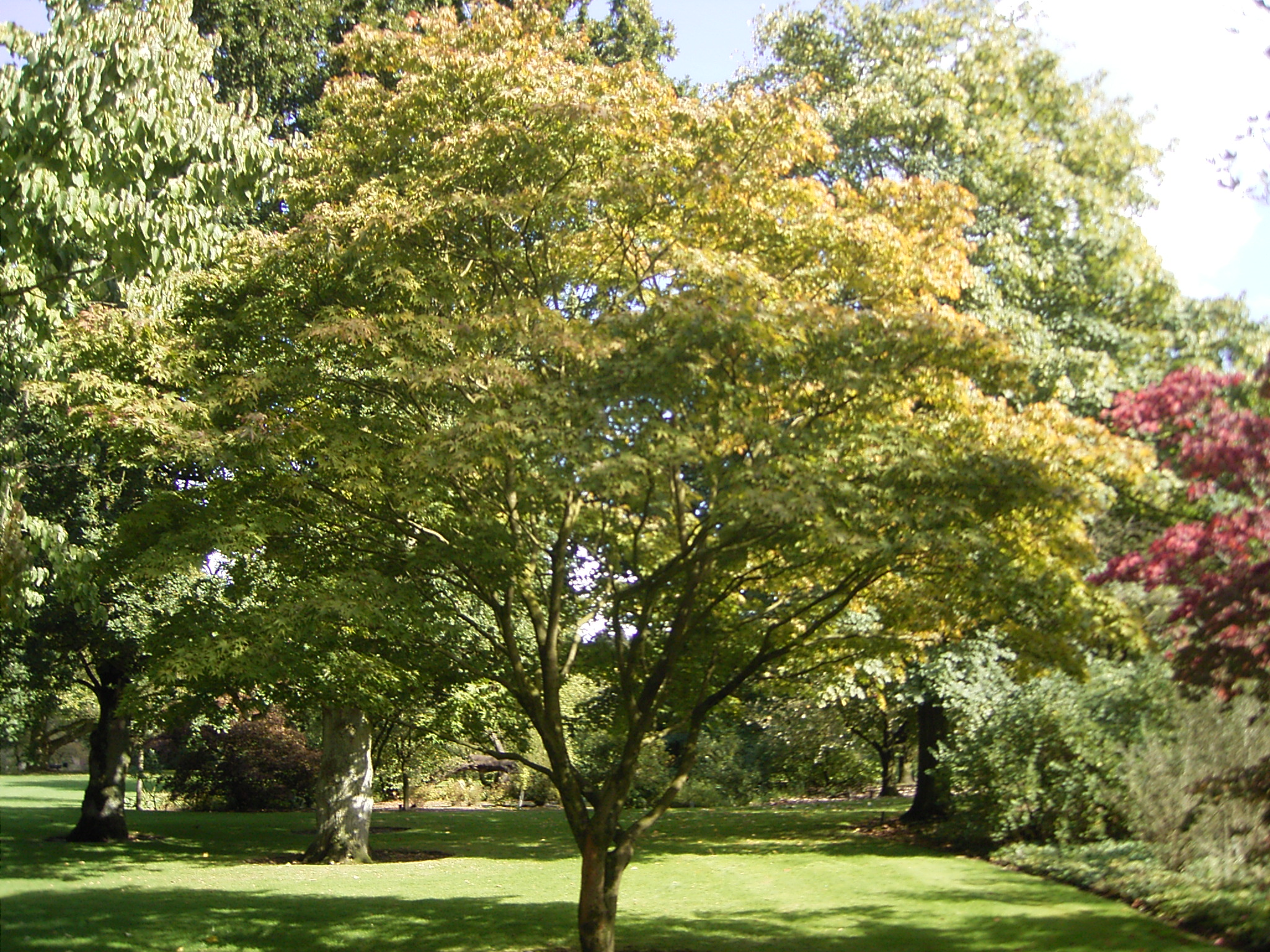
Acer palmatum 'osakazuki'
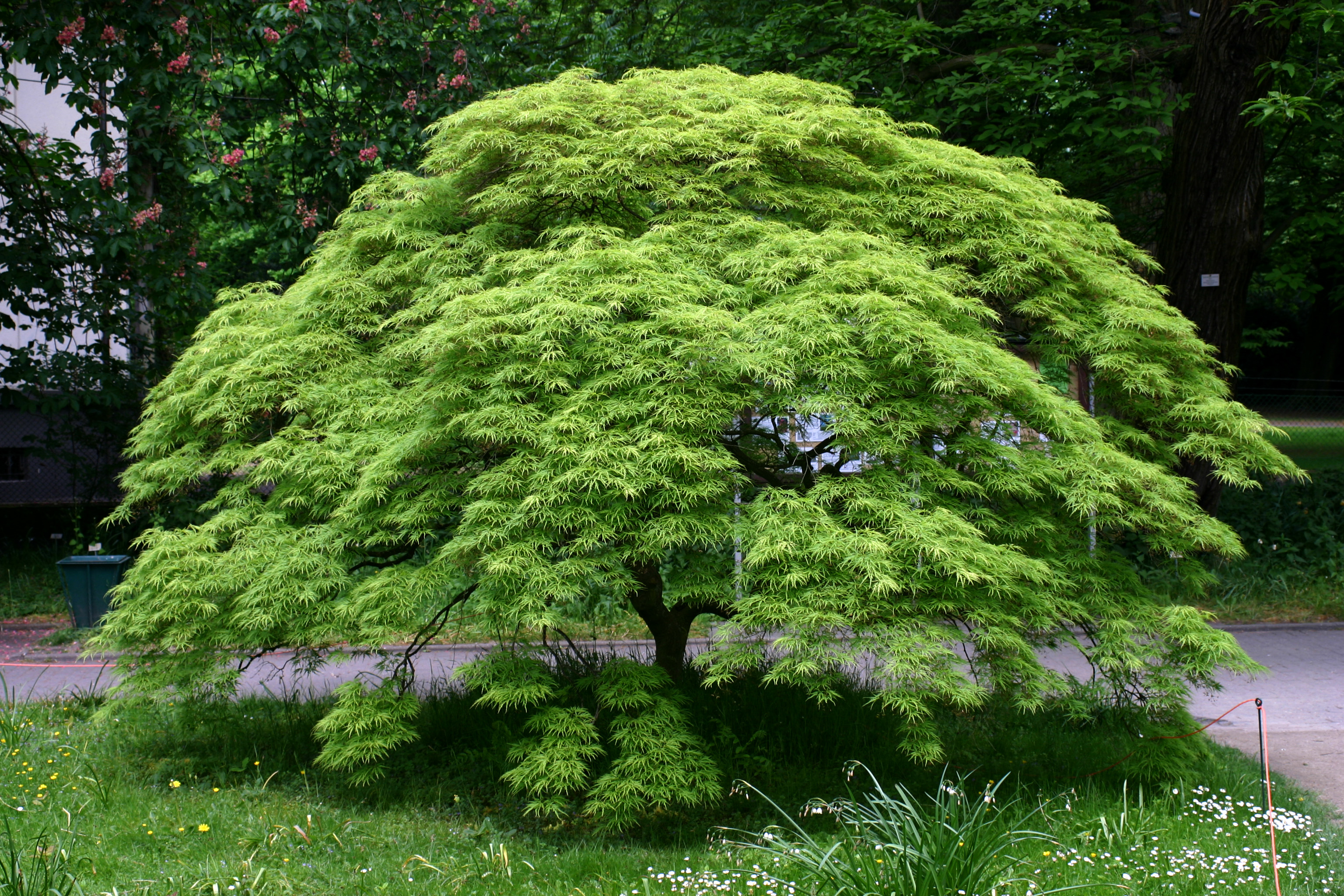
Acer palmatum, Jardin botanique de Münster, Allemagne.
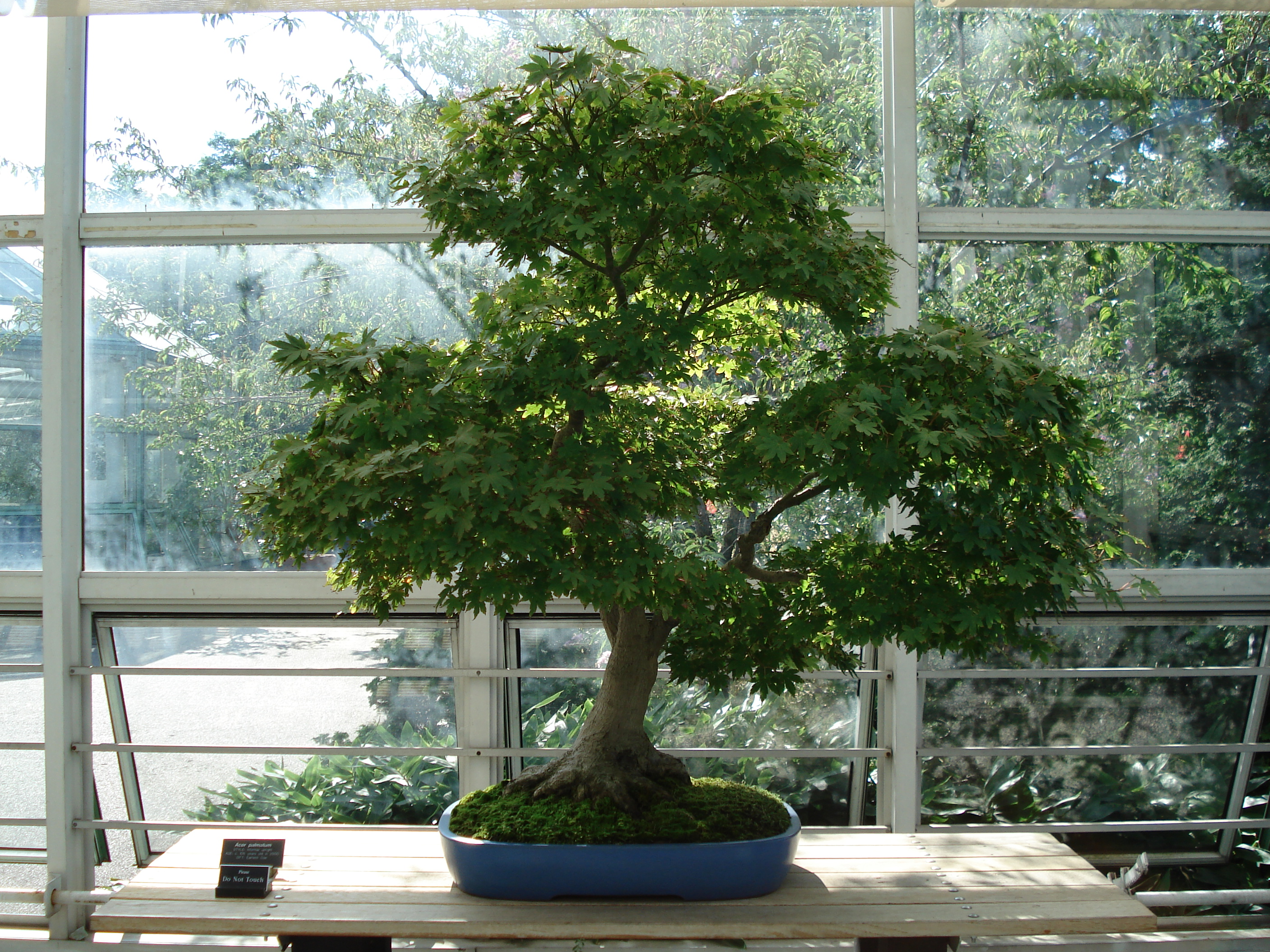
Bonsaï.

### Espèce voisine
L'érable du Japon (Acer japonicum). Cette espèce, comme l’érable palmé pousse au Japon, en Chine et en Corée. Pour différencier ces deux espèces, il faut compter les lobes de leurs feuilles et regarder comment les feuilles sont dentées.  
- L'érable palmé possède des feuilles avec 5 à 7 lobes dentés.
- L'érable du Japon possède des feuilles avec 7 et 11 lobes peu dentés

Il est facile de les confondre.

## Écologie
Acer palmatum est originaire d’Extrême-Orient et plus précisément du Japon où il est cultivé depuis plus de 300 ans. De nos jours, il est présent sur l’ensemble du globe. Cependant, il ne supporte pas de trop basses températures en hiver (Indice USDA de 5B à 8B). Cette espèce présente très peu de risque d’invasion car elle est à croissance lente. 
Il préfère un ensoleillement maximal au matin et ombragée aux heures chaudes. Il vit sur un type de sol humide et acide. Si le sol est trop basique, il peut souffrir de chlorose.

### Cycle de vie
C'est une plante pérenne et monoïque. La floraison se fait aux alentours d’avril-mai. Les graines ont besoin d’une vernalisation ou d'une stratification avant de pouvoir germer.

### Interactions biologiques
L’érable palmé est la plante hôte de l’hémiptère, Periphyllus californiensis (Shinji), et de 23 papillons appartenant principalement aux familles Geometridae (tel que le Alcis angulifera) et Gracillariidae (tel que le Caloptilia aceris) . Il est également un des hôtes de Xylosandrus mutilatus qui est considéré comme une espèce invasive en Amérique du nord, et de Anoplophora chinensis qui est considéré comme une espèce invasive en Amérique du nord et en Europe .
En Asie, les fourmis Crematogaster matsumurai Forel font parfois leur nid dans des parties de l’arbre qui sont en décomposition . 
Des pucerons peuvent envahir l’érable palmé. Celui-ci est très sensible à ces invasions car le nombre d’insectes augmente rapidement ce qui peut aller jusqu’à causer la chute des feuilles. La présence de cochenilles sur l’érable est également un problème, surtout dans le cas de la Pulvinaria innumerabilis qui va former de grands groupes sur l’arbre.
L’érable est aussi victime de l’herbivorie des scarabées japonais (Popillia japonica), qui semblent préférer les arbres avec des feuilles de couleur pourpre plutôt que vert comme c’est le cas de l’érable palmé.
Les bactéries peuvent également être un problème pour l’érable palmé. Des phytoplasmes du sous-groupe 16 Srl-D peuvent causer des proliférations qui sont connues dans ce cas-ci sous le nom du syndrome du « balai de sorcière ».

## Propriétés

### Agent allergisant
L’érable palmé, ayant une pollinisation qui se fait par le vent, produit beaucoup de pollen. Ce pollen peut induire le rhume des foins.

## Utilisation
La vitexine, présente dans les feuilles d’Acer palmatum lorsque celles-ci prennent leurs couleurs d’automne, présente un intérêt pour les firmes pharmaceutiques et cosmétiques. En effet, cette molécule inhibe les dérivés réactifs de l’oxygène (ROS en anglais) produit lorsque la peau est exposée à des rayons UV. Il semble donc que ceci puisse être utilisé pour avoir un effet anti-âge.

## Culture
L’érable palmé a principalement un rôle ornemental dans les jardins. Il a été largement cultivé par les Japonais mais il est aussi très apprécié par les jardiniers du monde entier. En raison d'un important polymorphisme dû à de nombreuses sélections, il en existe près d'un millier de cultivars des différentes sous-espèces avec d'importantes différences dans la forme et la couleur des feuilles, la texture et la couleur d'écorce et la taille. Certaines variétés sont fréquemment utilisées pour faire des bonsaïs.
Les jeunes pousses sont sensibles et sont cultivées en intérieur jusqu’à 4 ans avant d’être plantées dehors.

## Aspect culturels et historiques
Au Japon, on célèbre son passage aux couleurs d'automne (kōyō) lors de manifestations populaires nommées momiji.

## Bibliographie

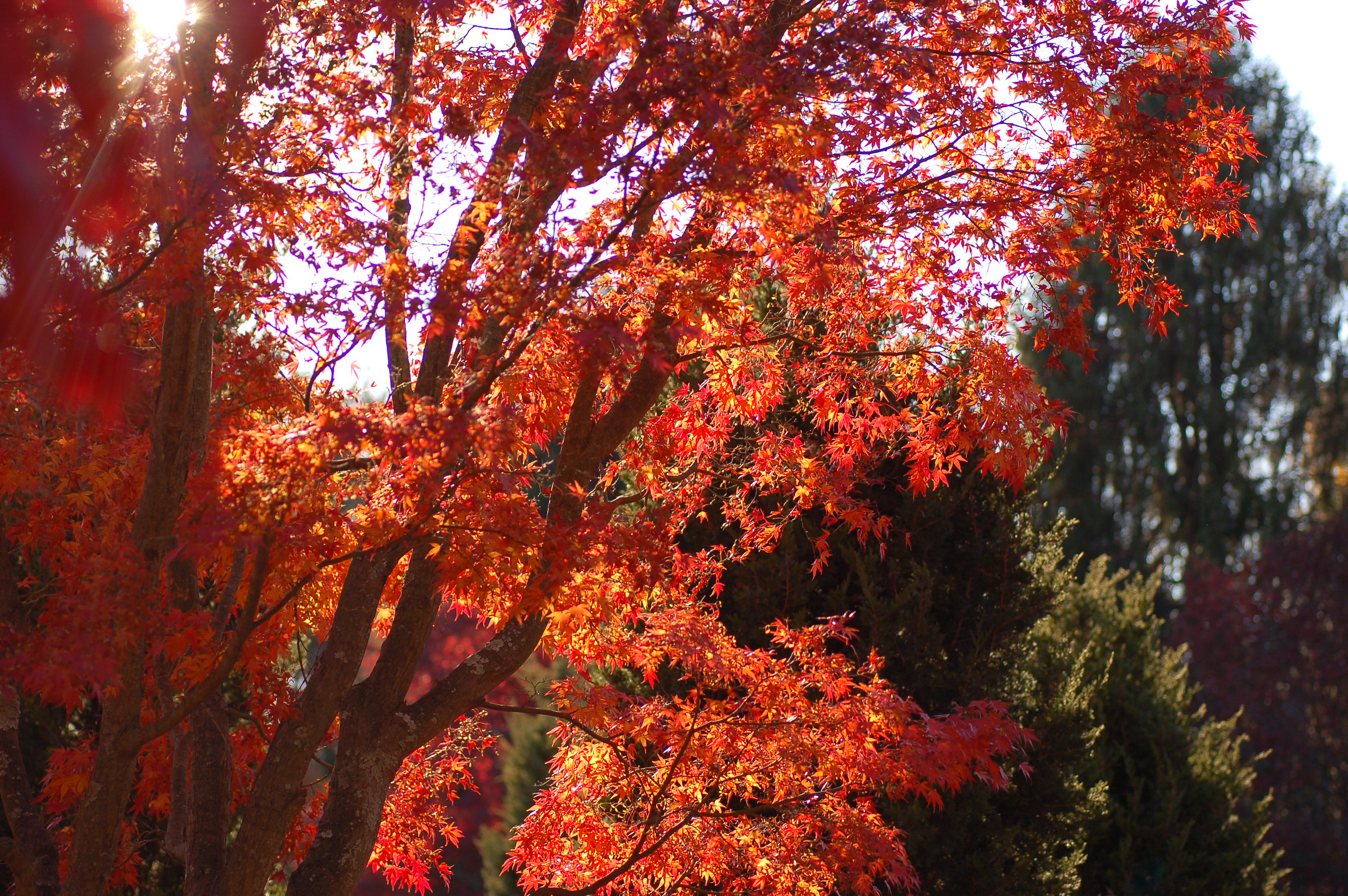
Un érable palmé en automne